# 1922年のメジャーリーグベースボール
以下は、メジャーリーグベースボール（MLB）における1922年のできごとを記す。1922年4月12日に開幕し10月8日に全日程を終え、ナショナルリーグはニューヨーク・ジャイアンツが2年連続10度目のリーグ優勝、アメリカンリーグはニューヨーク・ヤンキースが、2年連続2度目のリーグ優勝であった。
ワールドシリーズは、2年連続ニューヨーク同士の対戦となりジャイアンツがヤンキースを4勝1引き分けで2年連続制し、3度目のシリーズ制覇となった。
1921年のメジャーリーグベースボール - 1922年のメジャーリーグベースボール - 1923年のメジャーリーグベースボール

## できごと
ナショナル・リーグは、ジャイアンツが前年レギュラーとなり盗塁王を獲得したフランキー・フリッシュがこの年も打率.327で連続3割を打ち、他にも前年本塁打王のジョージ・ケリー、ハイニー・グローら3割2分台の選手が4人いて2位レッズに7ゲーム差をつけて優勝した。
アメリカン・リーグではヤンキースが優勝したが、前年秋にジャイアンツやヤンキースの選手たちが大リーグ選抜の世界一周旅行に招待されていたがケネソー・ランディスコミッショナーが認めない方針を決めた時に、ベーブ・ルースが拒否する姿勢を示したことからランディス・コミッショナーはルースらヤンキースの選手3人を1922年シーズンの最初の6週間を出場停止とした。そして5月20日に処分が解けたルースは、ヤンキースのキャプテンに就任するも、その5日後に、審判に泥を投げて退場処分を受け、更には観客と乱闘の事態となり、キャプテンは剥奪された。この年ルースは110試合に出場し、打率.315、35本塁打、99打点の結果で無冠に終わった。そのためこの年にジョージ・シスラーとケン・ウィリアムズが打撃タイトルを独占したセントルイス・ブラウンズの追撃に苦しめられ1ゲーム差でしのいだシーズンであった。
ワールドシリーズでは、ジャイアンツのジョン・マグロー監督のベーブ・ルース対策は徹底されて、ルースは17打数2安打で打点1で本塁打0に終わり、完全に抑え込まれ、ヤンキースは1勝も勝てずに終わった。
- ジョージ・シスラー
  - セントルイス・ブラウンズのジョージ・シスラーはこの年タイ・カッブと激しい首位打者争いを繰り広げ、打率.420、246安打、51盗塁を記録し、首位打者・盗塁王に加えて、この年から始まったMVPに最初に輝いた選手となった。また41試合連続安打の記録も達成しており、これは1941年にジョー・ディマジオが56試合連続安打を達成するまで20世紀の近代野球の最高記録であった。
- ケン・ウイリアムズ
  - 同じセントルイス・ブラウンズのケン・ウィリアムズは、1918年からセントルイス・ブラウンズでジョージ・シスラーらと共にプレーし、この1922年に打率.332（リーグ6位）、39本塁打（1位）、155打点（1位）、37盗塁（2位）を記録し、メジャー史上初の「30-30」を達成した。
- ロジャース・ホーンスビー
  - ロジャース・ホーンスビーは 前年は154試合に出場し、安打数、得点、二塁打、三塁打、打点126、打率.397、出塁率、長打率でいずれもリーグトップで首位打者と打点王となった(本塁打王はジョージ・ケリーの23本でホーンスビーは21本であった)。そして翌1922年、打率はついに4割に達し.401、打点150でそれまでの首位打者と打点王に加えてリーグ最多の42本塁打を放ったホーンスビーは、自身初の打撃三冠王となり、それだけでなく盗塁王を除いて主要な打撃部門のリーグ1位をほぼ独占する成績を収めた。これは1909年のタイ・カッブに匹敵するとともに、本塁打9本で三冠王となったカップに比べてこの年42本でしかも打率が4割に達した成績は特筆すべきもので、1922年のロジャース・ホーンスビーが最初の打撃三冠王であるとする見解もある。

### 飛ぶボールの時代
この年のアメリカン及びナショナルの両リーグの総本塁打数は1055本になり、5年前の1917年の339本から約3倍に増えた。これはアメリカンリーグは1920年から、ナショナルリーグは1921年から飛ぶボールに変えたことが大きな理由だが、もう一つは1920年からスピットボールなどが禁止されたことも基因していると言われている。

### 試合中のトレード
この年のナショナルリーグで、シカゴ・カブスの本拠地リグレー・フィールドでシカゴ・カブスとセントルイス・カージナルスのダブルヘッダーが行われ、第1試合が終わった後に、カブスのマックス・フラック外野手は監督に呼ばれた。そこで監督からカージナルスとの交渉が決まり、フラック外野手をカージナルスに移籍することが決まったと伝えられた。相手のカージナルスはクリフ・ヒースコート外野手がフラックとの交換でカブスに来ることになった。フラックはそのままカージナルスのクラブハウスに行き、ユニフォームをカブスからカージナルスのユニフォームに着替え、ヒースコートも同じようにカブスのユニフォームに着替えて、第2試合はそれぞれ相手側の選手としてダグアウトに現れて出場し、観客席のシカゴのファンはどっと湧いた。ユニフォームに背番号を付けるようになったのはこの7年後の1929年だったので、ユニフォームの着替えが簡単にいけた時代のトレードであった。
60年後の1982年には、同じリグレー・フィールドのデーゲームの試合中に球団代表から電話でトレードを知らされて、この選手は急ぎ飛行機に乗って2時間の飛行後にフィラデルフィアの相手先のチームに向かい、ナイターの途中からベンチに入って出場し、同じ日に違う都市で2つのゲームに出場した例がある。しかもどちらの試合もこの選手は安打を記録している。しかし愛用のグラブはシカゴの球場のロッカーに置き忘れていた。

## 最優秀選手賞（MVP）
その年のシーズンに活躍した選手を表彰する制度は、過去に1911年からチャルマーズ賞（デトロイトの自動車会社社長ヒュー・チャルマーズに因む）が始まり、該当者の選出はアメリカ野球記者協会に委託されて進められたが、この制度は1914年まででわずか4年間で終わった。その後この1922年にリーグ（連盟）がMVPの表彰を行う形でスタートした。そして最初のこの年はアメリカンリーグのセントルイス・ブラウンズジョージ・シスラー選手がその最初の栄誉を担ったが、ナショナルリーグは選出されなかった。この年のナショナルリーグには打撃部門で三冠王となり、しかも4割の打率だったセントルイス・カージナルスのロジャース・ホーンスビー がいたにもかかわらずであった。
これはこの制度では各チームから投票権を持つ代表選手1名を決めて全チームから選考投票を行い、多数の票を獲得した者が選出される形で、票が分散した場合は該当者無しになる場合があり、しかも投票権を持つ代表選手は必ずしも同一リーグの選手を選ぶ規定は無く、例えばナショナルリーグのチームからの代表選手がアメリカンリーグの選手に投票することもあったために起こった事態であった。また当初は一度受賞した選手は翌年から対象外となるため、必ずしもその年に大活躍した選手が選ばれるというものではなかった。この年より5年後の1927年のアメリカンリーグの最優秀選手は60本の本塁打を打ったベーブ・ルースではなく、打点175のルー・ゲーリッグに決まったのは、この時はルースが既に1923年に受賞したために1927年では受賞の対象外とされたためであった。但しこの一度限りの規定はその後に無くなったために、最後の1929年には、2度目の三冠王になった1925年に既に受賞していたロジャース・ホーンスビー（この時はシカゴ・カブスに在籍）に票が集まり、ホーンスビーだけが表彰される事態となって、この選手の選考投票で決める最優秀選手賞（MVP）は1929年限りで中止された。

## 独占禁止法違反及び選手の保留権に関する最高裁判断
1914年にフェデラル・リーグとアメリカンリーグ及びナショナル・リーグとの間で起きた選手引き抜きに関するトラブルから、両リーグ間で訴訟問題に発展した。そして翌1915年にランディス判事の裁定で両リーグとフェデラル・リーグとの間の係争は一件落着した。ほぼフェデラル・リーグ側の自壊に近い形ではあったが、フェデラル・リーグのボルチモア・テラピンズのオーナーのネッド・ハンロンはメジャーリーグのオーナー、そして彼らから多額の金額を受けて有利な計らいを受けたフェデラル・リーグのオーナー3名に対して訴訟を起こし、それは独占禁止法に違反しボルチモア・テラピンズが損害を受けたというもので90万ドルの損害賠償を求めるものであった。コロンビア地区連邦裁判所はネッド・ハンロンの訴えを認め、独占禁止法に基づいて賠償金8万ドルを支払いを命じた。この中で重要なポイントであったのは選手の保留権に関してで、ボルチモア・テラピンズ側が保留条項を選手に課すのは不法行為であり、1890年の「シャーマン反トラスト法」(独占禁止法)違反であるとしたもので裁判所はこれを認めたことになった。
そこでメジャーリーグ側がコロンビア地区連邦控訴裁判所に控訴し、今度はメジャーリーグ側の主張が認められて、野球はスポーツであって商業ではなく、独占禁止法の対象外である判断を示した。そこでネッド・ハンロンは連邦最高裁判所に持ち込んだ。そして1922年5月29日にアメリカ連邦最高裁判所は、野球はビジネスであっても「もっぱら州で行われる行事」であり、独占禁止法に抵触する州際通商には当たらず、シャーマン法やクレイトン法の対象外であると裁定した。これでメジャーリーグの独占禁止法免除が確立された。
この野球の適用除外はその後50年以上続くことになった。選手のトレードに関しての紛争はこの後もたびたび起こったが、常にこの「1922年の最高裁判断」が重要な根拠となった。後にヤンキースのマイナー球団のジョージ・トゥールソン選手が訴訟を起こし1953年に最高裁まで争われ、またカージナルスのカート・フラッド選手がトレード拒否から起こした訴訟も1972年に最高裁に持ち込まれ、いずれも「1922年の最高裁判断」をもとに選手側の訴えを却下している。

### 記録
- 4月30日、シカゴ・ホワイトソックスのチャーリー・ロバートソン投手がネビン・フィールド(後のタイガー・スタジアム)で行われた対デトロイト・タイガース戦で完全試合を達成した。これは史上5人目で1908年にクリーブランド・ナップスのエイドリアン・ジョス投手が対シカゴ・ホワイトソックス戦で完全試合を達成して以来14年ぶりの記録であった。なお次の完全試合は34年後の1956年のワールドシリーズでニューヨーク・ヤンキースのドン・ラーセンが達成している。

## 最終成績

### レギュラーシーズン
| 順 | チーム                           | 勝利 | 敗戦 | 勝率 | G差  |
| -- | -------------------------------- | ---- | ---- | ---- | ---- |
| 1  | ニューヨーク・ヤンキース         | 94   | 60   | .610 | --   |
| 2  | セントルイス・ブラウンズ         | 93   | 61   | .604 | 1.0  |
| 3  | デトロイト・タイガース           | 79   | 75   | .513 | 15.0 |
| 4  | クリーブランド・インディアンス   | 78   | 76   | .506 | 16.0 |
| 5  | シカゴ・ホワイトソックス         | 77   | 77   | .500 | 17.0 |
| 6  | ワシントン・セネタース           | 69   | 85   | .448 | 25.0 |
| 7  | フィラデルフィア・アスレチックス | 65   | 89   | .422 | 29.0 |
| 8  | ボストン・レッドソックス         | 61   | 93   | .393 | 33.0 |

| 順 | チーム                       | 勝利 | 敗戦 | 勝率 | G差  |
| -- | ---------------------------- | ---- | ---- | ---- | ---- |
| 1  | ニューヨーク・ジャイアンツ   | 93   | 61   | .604 | --   |
| 2  | シンシナティ・レッズ         | 86   | 68   | .558 | 7.0  |
| 3  | ピッツバーグ・パイレーツ     | 85   | 69   | .552 | 8.0  |
| 4  | セントルイス・カージナルス   | 85   | 69   | .552 | 8.0  |
| 5  | シカゴ・カブス               | 80   | 74   | .519 | 13.0 |
| 6  | ブルックリン・ロビンス       | 76   | 78   | .494 | 17.0 |
| 7  | フィラデルフィア・フィリーズ | 57   | 96   | .373 | 35.5 |
| 8  | ボストン・ブレーブス         | 53   | 100  | .346 | 39.5 |

### ワールドシリーズ
- ジャイアンツ 4 - 1 - 0 ヤンキース

| 10/4 – | ヤンキース   | 2 | - | 3 |  | ジャイアンツ |            |
| 10/5 – | ジャイアンツ | 3 | - | 3 |  | ヤンキース   | (延長10回) |
| 10/6 – | ヤンキース   | 0 | - | 3 |  | ジャイアンツ |            |
| 10/7 – | ジャイアンツ | 4 | - | 3 |  | ヤンキース   |            |
| 10/8 – | ヤンキース   | 3 | - | 5 |  | ジャイアンツ |            |

## 個人タイトル

### アメリカンリーグ
| 項目   | 選手                     | 記録 |
| ------ | ------------------------ | ---- |
| 打率   | ジョージ・シスラー (SLA) | .420 |
| 本塁打 | ケン・ウィリアムズ (SLA) | 39   |
| 打点   | ケン・ウィリアムズ (SLA) | 155  |
| 得点   | ジョージ・シスラー (SLA) | 134  |
| 安打   | ジョージ・シスラー (SLA) | 246  |
| 盗塁   | ジョージ・シスラー (SLA) | 51   |

| 項目   | 選手                         | 記録 |
| ------ | ---------------------------- | ---- |
| 勝利   | エディ・ロンメル (PHA)       | 27   |
| 敗戦   | スリム・ハリス (PHA)         | 20   |
| 防御率 | レッド・フェイバー (CWS)     | 2.81 |
| 奪三振 | アーバン・ショッカー (SLA)   | 149  |
| 投球回 | レッド・フェイバー (CWS)     | 352  |
| セーブ | サッドサム・ジョーンズ (NYY) | 8    |

### ナショナルリーグ
| 項目   | 選手                           | 記録 |
| ------ | ------------------------------ | ---- |
| 打率   | ロジャース・ホーンスビー (STL) | .401 |
| 本塁打 | ロジャース・ホーンスビー (STL) | 42   |
| 打点   | ロジャース・ホーンスビー (STL) | 152  |
| 得点   | ロジャース・ホーンスビー (STL) | 141  |
| 安打   | ロジャース・ホーンスビー (STL) | 250  |
| 盗塁   | マックス・キャリー (PIT)       | 51   |

| 項目   | 選手                       | 記録 |
| ------ | -------------------------- | ---- |
| 勝利   | エッパ・リクシー (CIN)     | 25   |
| 敗戦   | ドルフ・ルケ (CIN)         | 23   |
| 防御率 | フィル・ダグラス (NYG)     | 2.63 |
| 奪三振 | ダジー・ヴァンス (BRO)     | 134  |
| 投球回 | エッパ・リクシー (CIN)     | 313⅓ |
| セーブ | クラウド・ジョナルド (NYG) | 5    |

## 表彰
シーズンMVP
- ナショナルリーグ ： 該当者なし
- アメリカンリーグ ： ジョージ・シスラー (SLA)